# Achille Varzi (Philosoph)

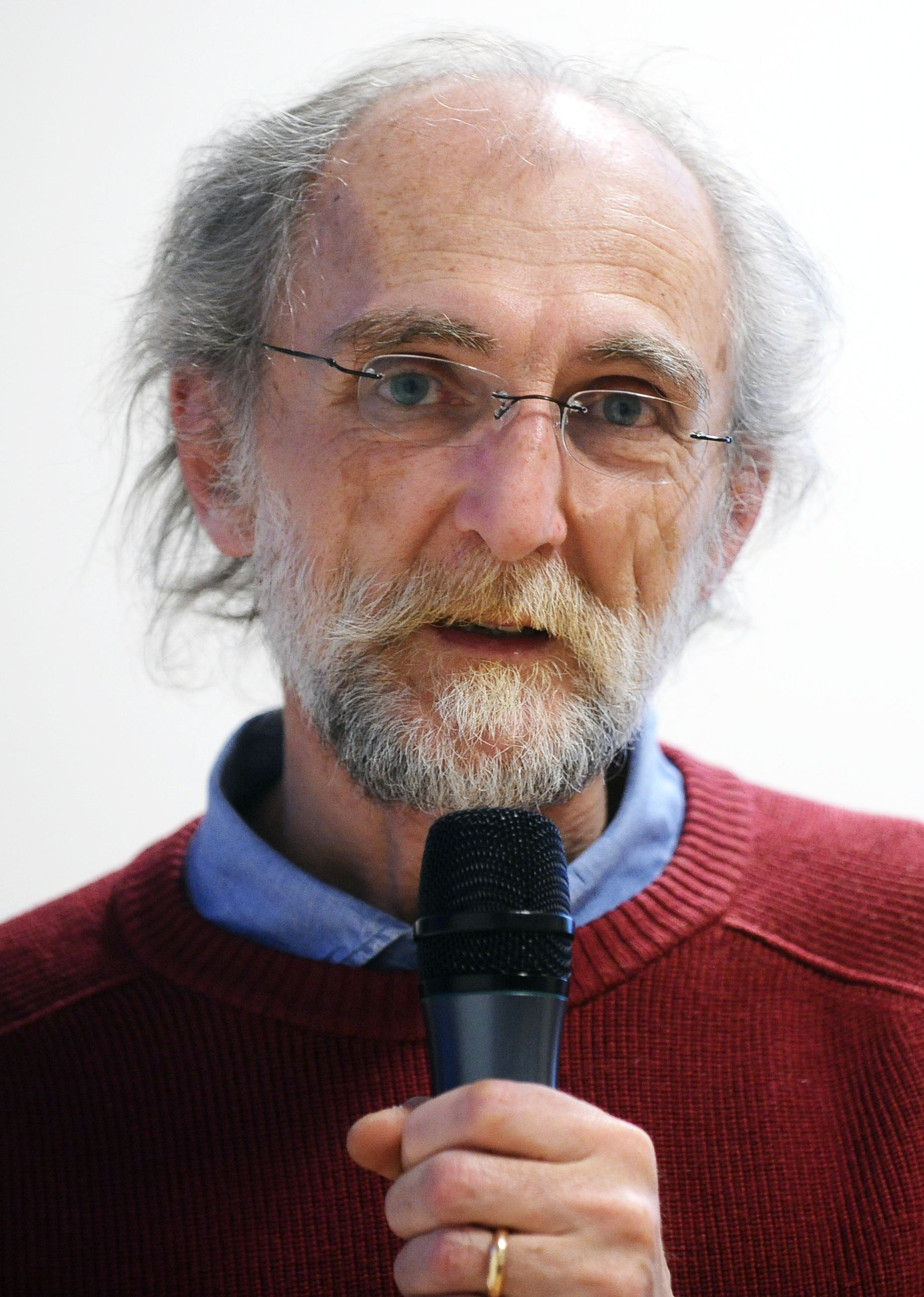
Achille Varzi während eines Vortrags an der Universität Trient (2013)

Achille Carlo Varzi (* 8. Mai 1958 in Galliate) ist ein italienischer Philosoph und seit 1995 Hochschullehrer an der Columbia University im US-Bundesstaat New York. Sein Forschungsschwerpunkt liegt unter anderem auf Analytischer Metaphysik, Logik und Philosophie der Logik. Er gilt als eine der führenden Autoritäten auf dem Gebiet der Mereologie, zu welcher er eine Vielzahl von Artikel publiziert, sowie Bücher und Journaleinträge herausgegeben hat.

## Leben
Nach dem Besuch des naturwissenschaftlichen Gymnasiums in Novara, studierte Varzi Philosophie an der Universität Trient und erhielt dort 1982 seinen laurea summa cum laude. Danach setzte er sein Studium in Kanada an der University of Toronto fort. Dort erhielt er 1983 seinen Master of Arts (M.A.). Von 1989 bis 1995 war er Forscher am Institut für wissenschaftliche und technologische Forschung (IRST) in Trient. 1994 promovierte er bei Hans G. Herzberger an der University of Toronto mit einer Dissertation über Universelle Semantik. Für seine Dissertation erhielt er den David Savan Dissertation Prize, den die University of Toronto für herausragende Dissertationen in Philosophie verleiht.
Varzi ging nun in die Vereinigten Staaten, wo er 1995 im Bundesstaat New York seine Lehrtätigkeit an der Columbia University aufnahm. Zuerst als Assistant Professor, nachdem er 2003 seinen Tenure erhielt, dann ab 2006 als Full Professor auf dem Lehrstuhl des John Dewey Professor of Philosophy. Am Department of Philosophy der Universität bekleidete er des Weiteren neben seiner Lehrtätigkeit verschiedene Posten, so war er von 2004 bis 2006 Direktor für Undergraduate Studies, von 2006 bis 2009 Direktor für Graduate Studies und von 2009 bis 2012 Vorsitzender des Departments.
Seit 2001 ist er ein Redakteur des Journal of Philosophy, zuletzt in der Position eines Chefredakteurs. Für die Fachzeitschriften The Monist und Synthese und die Stanford Encyclopedia of Philosophy gehört er als Associate Editor dem Editorial Board an.
2014 wurde er in die Accademia Roveretana degli Agiati aufgenommen. 2017 verlieh ihm die Universität Trient den Titel Bruno-Kessler-Honorarprofessor. Von 2019 bis 2020 war er Fellow des Wissenschaftskolleg zu Berlin. 2019 wurde Varzi zum Auswärtigen Mitglied der Academia Europaea gewählt.

## Forschung
Varzis Forschungsschwerpunkt liegt vor allem auf Analytischer Metaphysik, Logik und Philosophie der Logik. Des Weiteren gilt er als eine der führenden Autoritäten auf dem Gebiet der Mereologie und hat hierzu eine Vielzahl von Artikel publiziert, sowie Bücher und Journaleinträge herausgegeben.

## Weitere Aktivitäten
Neben seiner Forschungs- und Lehrtätigkeit schreibt er Artikel für Zeitungen und Magazinen und trat im italienischen Fernsehen zu philosophischen Themen auf. Ein weiteres Interesse gilt dem Schreiben von Kurzgeschichten mit philosophischer Aussagekraft. Mit dem Philosophen Roberto Casati veröffentlichte er zwei Bücher solcher Kurzgeschichten, sowie ein philosophisches Kinderbuch. Mit dem Philosoph Claudio Calosi veröffentlichte er eine philosophische Dichtung, angelehnt an Dantes Göttliche Komödie, in der die Sünder in der Hölle metaphysische Positionen repräsentieren.

## Veröffentlichungen (Auswahl)
akademische Veröffentlichungen
- mit Roberto Casati: Holes and Other Superficialities, Cambridge (MA), MIT Press, 253 Seiten, 1994, ISBN 0-262-03211-2
- mit John E. Nolt, Dennis A. Rohatyn: Theory and Problems of Logic, New York, McGraw-Hill, 322 Seiten, 1998, ISBN 0-07-046649-1
- mit Roberto Casati: Parts and Places. The Structures of Spatial Representation, Cambridge (MA), MIT Press, 238 Seiten, 1999, ISBN 0-262-03266-X
- An Essay in Universal Semantics, Dordrecht, Kluwer, 145 Seiten, ISBN 0-7923-5629-2
- Parole, oggetti, eventi e altri argomenti di metafisica, Rom, Carocci, 239 Seiten, 2001, ISBN 88-430-1989-9
- Ontologia, Rom, Laterza, 178 Seiten, 2005, ISBN 88-420-7623-6
- Il mondo messo a fuoco. Storie di allucinazioni e miopie filosofiche, Rom, Laterza, 208 Seiten, 2010, ISBN 978-88-420-9205-6
- mit Roberto Casati: L’incertezza elettorale, Rom, Aracne, 79 Seiten, 2014, ISBN 978-88-548-7928-7
- mit Claudio Calosi: Le tribolazioni del filosofare. Comedia metaphysica ne la quale si tratta de li errori & de le pene de l’Infero, Rom, Laterza, 269 Seiten, 2014, ISBN 978-88-581-1089-8
- I colori del bene, Neapel, Orthotes, 113 Seiten, 2015, ISBN 978-88-97806-93-6
- mit Aaron J. Cotnoir: Mereology, Oxford, Oxford University Press, 405 Seiten, 2021, ISBN 978-0-19-874900-4

populärwissenschaftliche Veröffentlichungen
- mit Roberto Casati: Semplicità insormontabili. 39 storie filosofiche, Rom, Laterza, 194 Seiten, 2004, ISBN 88-420-7304-0
- mit Roberto Casati: Il pianeta dove scomparivano le cose. Esercizi di immaginazione filosofica, Turin, Einaudi, 155 Seiten, 2006, ISBN 88-06-18071-1
- mit Maurizio Ferraris: I modi dell’amicizia, Neapel, Orthotes, 69 Seiten, 2016, ISBN 978-88-9314-039-3
- mit Armando Massarenti, Paolo Morelli: Meravigliarsi come i bambini. Conversazione sulla filosofia, Rom, Castelvecchi, 48 Seiten, 2017, ISBN 978-88-6944-642-9
- mit Roberto Casati: Semplicemente diaboliche. 100 nuove storie filosofiche, Rom, Laterza, 224 Seiten, 2017, ISBN 978-88-581-2018-7